# BQB Líneas Aéreas
BQB Líneas Aéreas fue una aerolínea de bandera uruguaya, con base en el Aeropuerto Internacional de Punta del Este de la ciudad de Punta del Este. Fue la línea aérea de la empresa naviera Buquebus, propiedad del empresario Juan Carlos López Mena. Su hijo Juan Patricio López fue el director ejecutivo desde 2010 al 2014, en abril de 2015 Juan Carlos López Mena vende la empresa a la compañía aérea boliviana Amaszonas.

## Historia
Si bien BQB Líneas Aéreas pretendía usar el Aeropuerto de Colonia del Sacramento como centro de distribución, por la falta de infraestructura del mismo, se eligió el de Punta del Este. Sin embargo, en un acuerdo alcanzado con el Ministerio de Transportes y la DINACIA, el empresario Juan Carlos López Mena accedió en su momento en hacerse cargo del 50% del costo total de las obras de adaptación de la infraestructura del Aeropuerto de Colonia, mientras que el Gobierno absorbería los costos de la otra mitad. El costo total de las mismas, sería de U$S 4 millones.[cita requerida]
El 12 de febrero de 2010 arribó al Aeropuerto Internacional de Punta del Este el primer aparato de la empresa proveniente desde Toulouse, sede de la constructora del mismo: Avions de Transport Régional.
El 14 de mayo de 2010, BQB Líneas Aéreas, operó su primer vuelo comercial desde el Aeropuerto Internacional de Carrasco hacia el Aeropuerto Internacional de Salto con salidas los días lunes y viernes.
El 21 de mayo, decidieron agregar una frecuencia a la ruta de Montevideo a Salto, ya que los interesados en usufructuarla fue mayor a lo calculado.
Con fecha 28 de noviembre de 2013, arribó el primer Airbus a su flota, correspondiendo a un A320-216 (EC-LLJ), con matrícula española. El avión estuvo arrendado en wetleasing a la española Vueling, hasta marzo de 2014. Se estimaba para esa fecha, el arribo del primero de tres A319 propios, pero sólo llegó uno.
La llegada del A320 permitió que BQB Líneas Aéreas se extendiera hasta Santiago el 15 de noviembre de 2013; sin embargo, la aerolínea cesó sus vuelos a Chile a principios de abril de 2014.
En los últimos tiempos, la aerolínea mantuvo actualmente solo dos frecuencias diarias que unían Montevideo con Buenos Aires y cinco frecuencias semanales que unían la capital uruguaya con Asunción. Al final de su existencia contaba con 115 empleados.
El 16 de abril de 2015, la empresa boliviana Amaszonas compra la aerolínea uruguaya y se queda con el Certificado de Operador Aéreo (AOC) de BQB Líneas Aéreas y con las frecuencias a Asunción y Buenos Aires.

## Antiguos destinos
| Países    | Destinos          | Aeropuertos                                     |
| --------- | ----------------- | ----------------------------------------------- |
| Argentina | Buenos Aires      | Aeroparque Jorge Newberry                       |
| Argentina | Buenos Aires      | Aeropuerto Internacional Ministro Pistarini     |
| Brasil    | Curitiba          | Aeropuerto Internacional Afonso Pena            |
| Brasil    | Florianópolis     | Aeropuerto Internacional Hercílio Luz           |
| Brasil    | Foz do Iguaçu     | Aeropuerto Internacional de Foz do Iguaçu       |
| Brasil    | Porto Alegre      | Aeropuerto Internacional Salgado Filho          |
| Brasil    | Río de Janeiro    | Aeropuerto Internacional de Galeão              |
| Brasil    | Sao Paulo         | Aeropuerto Internacional de São Paulo-Guarulhos |
| Chile     | Santiago de Chile | Aeropuerto Internacional Arturo Merino Benítez  |
| Paraguay  | Asunción          | Aeropuerto Internacional Silvio Pettirossi      |
| Uruguay   | Montevideo        | Aeropuerto Internacional de Carrasco            |
| Uruguay   | Punta del Este    | Aeropuerto Internacional de Laguna del Sauce    |
| Uruguay   | Rivera            | Aeropuerto Internacional Óscar D. Gestido       |
| Uruguay   | Salto             | Aeropuerto Internacional Nueva Hespérides       |

## Flota histórica
La flota de BQB Líneas Aéreas constaba de las siguientes aeronaves:
| Aeronave    | Número | Introducido | Retirado | Matrículas                      |
| ----------- | ------ | ----------- | -------- | ------------------------------- |
| Airbus A319 | 1      | 2014        | 2014     | CX-SAN                          |
| Airbus A320 | 1      | 2013        | 2014     | EC-LLJ                          |
| ATR 72-500  | 4      | 2010        | 2016     | CX-LFL, CX-POS, CX-JCL y CX-JPL |